# Николич
 Тази статия е за селото в Северна Македония.  За други значения вижте Николич (пояснение).  
Николич (на македонска литературна норма: Николиќ) е село в община Дойран на Северна Македония.

## География
Селото е разположено на северния бряг на Дойранското езеро, в местността Гьолбаш.

## История
Край селото са открити две трикорабни базилики с нартекс и екзонартекс от V–VI век. Декоративната пластика в градежа е от мрамор.
През XIX век селото е чисто българско. В „Етнография на вилаетите Адрианопол, Монастир и Салоника“, издадена в Константинопол в 1878 година и отразяваща статистиката на населението от 1873 година, Николич е посочено като село с 21 домакинства, като жителите му са 74 българи. Според статистиката на Васил Кънчов („Македония. Етнография и статистика“) от 1900 година селото е населявано от 160 жители, всички българи християни.
В началото на XX век цялото село е под върховенството на Българската екзархия. По данни на секретаря на екзархията Димитър Мишев („La Macédoine et sa Population Chrétienne“) през 1905 година в селото има 200 българи екзархисти. Там функционира българско училище.
Според преброяването от 2002 година селото има 541 жители.
| Националност     | Всичко |
| северномакедонци | 518    |
| албанци          | 0      |
| турци            | 0      |
| роми             | 0      |
| власи            | 0      |
| сърби            | 22     |
| бошняци          | 0      |
| други            | 1      |

## Личности
Родени в Николич
- Христо Захов, български революционер, деец на ВМОРО, жив към 1918 г.[6]

Починали в Николич
- Петко Христов Лилов, български военен деец, старши подофицер, загинал през Първата световна война[7]